# Julia Keilowa
Julia Keilowa, z domu Ringel (ur. 16 lipca 1902 w Stryju, zm. 1943 w Warszawie) – polska rzeźbiarka, projektantka form przemysłowych, metaloplastyczka.

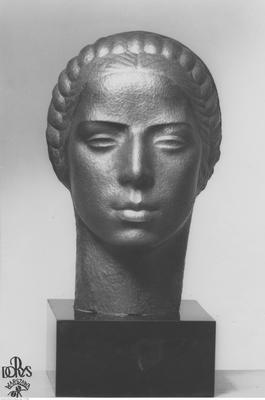
Rzeźba kuta w blasze

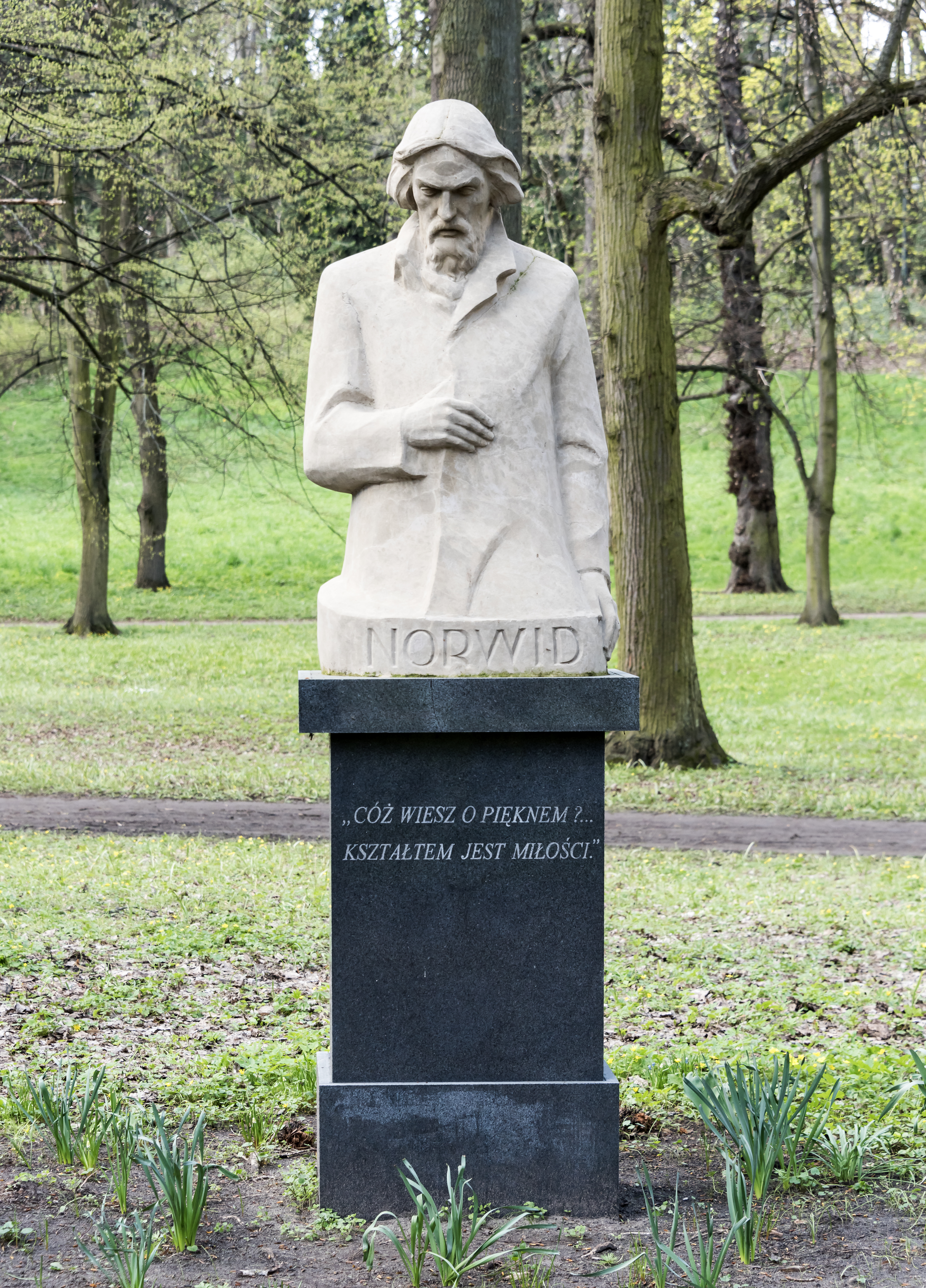
Pomnik Cypriana Kamila Norwida w Warszawie

## Życiorys
Julia Ringel pochodziła z zasymilowanej rodziny żydowskiej jako córka Feiwela Ringela i Chany Klary z domu Wallenstein. Miała starszą siostrę Celinę (ur. 1899), która obroniła doktorat z chemii. Uczęszczała do prywatnego gimnazjum im. Adama Mickiewicza we Lwowie. W 1920 r. rozpoczęła studia na Wydziale Filozoficznym Uniwersytetu Lwowskiego, studia te porzuciła. Rok później została studentką wzornictwa w Lwowskiej Państwowej Szkole Przemysłowej, gdzie zdobyła umiejętności z zakresu rzeźby w kamieniu oraz snycerstwa.
W 1922 wyszła za mąż za prawnika Ignacego Keila i przeniosła się z mężem na Górny Śląsk do Königsshutte. Miasto to zostało przyłączone do Polski pod nazwą Huta Królewska. Zastój gospodarczy przyczynił się jednak do emigracji wielu mieszkańców i wyjazdu małżonków do Lwowa w 1923 r. Julia Keilowa powróciła na krótko do Lwowskiej Państwowej Szkoły Przemysłowej.
Po narodzinach syna Marcelego w 1923 przeniosła się wraz z mężem do Warszawy. Tam w 1925 roku podjęła naukę  w Szkole Sztuk Pięknych, gdzie wybrała kurs rzeźby. Studia kontynuowała aż do roku 1931. Jej pedagogami byli przedstawiciele stylu art déco, m.in. Tadeusz Breyer, Karol Stryjeński (pracownia rzeźby metalowej), Józef Czajkowski (pracownia rzeźby monumentalnej). Uczestniczyła także w zajęciach kompozycji brył i płaszczyzn prowadzonych przez Wojciecha Jastrzębowskiego. Między innymi wymienieni wykładowcy byli współtwórcami sukcesu pawilonu polskiego na Międzynarodowej Wystawie Sztuk Dekoracyjnych i Nowoczesnego Przemysłu w Paryżu w 1925 roku.
Lata studiów poświęciła również na podróże. Co roku spędzała sześć miesięcy w Austrii, Szwajcarii, Francji lub Niemczech, gdzie doskonaliła umiejętności artystyczne.
Już w czasie studiów odnosiła pierwsze sukcesy. 
Do 1943 roku ukrywała się w okupowanej Warszawie, okoliczności jej śmierci pozostają nieznane. Symboliczny grób znajduje się na cmentarzu Wojskowym na Powązkach (A30, rząd 1–25).

### Praca
Po studiach, w latach trzydziestych, podobnie jak wielu artystów tego okresu, związała się z Instytutem Propagandy Sztuki. W 1932 wzięła udział w III Salonie Zimowym, wystawie zorganizowanej przez Instytut, odtąd współpracowała z IPS aż do roku 1938. Na wystawach prezentowała głównie figuralne rzeźby w drewnie, o charakterystycznej zwartej stylistyce formy. W 1935 r. zdobyła nagrodę Ministra Spraw Zagranicznych, natomiast w 1937 nagrodę na międzynarodowej wystawie „Sztuka i technika w życiu współczesnym” w Paryżu.
Jej projekty były wykorzystywane w produkcji seryjnej warszawskich firm platerniczych: Fraget, Bracia Henneberg, Norblin. Przedmioty wykonane ze srebra, mosiądzu lub białego metalu można spotkać w wielu muzeach i galeriach. Keilowa prawdopodobnie zaczęła współpracę z wyżej wymienionymi przedsiębiorstwami pod koniec studiów. Firmy nie tylko zlecały jej wykonanie nowych projektów, ale również wdrażały do produkcji wzory wcześniejszych jej prac np. naczyń własnoręcznie wykonanych z kutego srebra. Subtelna dekoracja, stosowanie formy kuli, prostopadłościanu czy sześcianu, funkcjonalność i prostota to główne cechy prac. Jej dzieła kwalifikują się do nurtu modernizmu dekoracyjnego, który wyróżniał styl art déco w Polsce. Od 1941 była pedagogiem i współorganizatorką pracowni ceramiki we Lwowie.

### Projekty
Keilowa jest autorką projektów zestawów stołowych wyprodukowanych dla transatlantyków m/s „Batory” i m/s „Piłsudski”. Srebra pochodziły z fabryki Józefa Fra z Warszawy. Oto opis naczyń zaprojektowanych przez artystkę w 1935 roku dla transatlantyku m/s „Piłsudski”: „Wszystkie elementy mają kuliste kształty, a ich jedynymi ozdobami są nieproporcjonalnie duże uchwyty oraz przyciski służące uniesieniu stabilnych, ciężkich pokrywek. Forma ewidentnie została podporządkowana warunkom morskiej podróży”.

## Uhonorowanie
- w 2006 roku w Łazienkach Królewskich w Warszawie odsłonięto pomnik Cypriana Kamila Norwida[7]. Kamienna rzeźba poety jest kopią rzeźby Julii Keilowej[7].
- jesienią 2012 roku odbyła się wystawa jej prac w Muzeum Miedzi w Legnicy[8].
- od marca do września 2024 odbyła się wystawa Julia Keilowa. Projektantka w Muzeum Warszawy[9].